# Cronologia da vida de John F. Kennedy
Esta é uma cronologia da vida de John F. Kennedy, 35° Presidente dos Estados Unidos.
- 1888: Nasce Joseph Patrick Kennedy, pai de John, em Boston, Massachusetts (6 de setembro).
- 1890: Nasce Rose Elizabeth Fitzgerald, mãe de John, em Boston, Massachusetts (22 de julho).
- 1914: Joseph Patrick e Rose Elizabeth casam-se em Boston, Massachusetts (7 de outubro).
- 1915: Nasce Joseph Patrick Kennedy Jr., irmão mais velho de John, em Hull, Massachusetts (25 de julho).
- 1917: Nasce John Fitzgerald Kennedy em Brookline, Massachusetts (29 de maio).
- 1918: Nasce Rosemary Kennedy, irmã de John, em Brookline, Massachusetts (13 de setembro).
- 1920: Nasce Kathleen Kennedy Cavendish (nascida Kathleen Agnes Kennedy), irmã de John, em Brookline, Massachusetts (20 de fevereiro).
- 1921: Nasce Eunice Mary Kennedy, irmã de John, em Brookline, Massachusetts (10 de julho).
- 1925: Nasce Robert F. Kennedy, irmão de John, em Brookline, Massachusetts (20 de novembro).
- 1928: Nasce Ethel Skakel, esposa de Robert Kennedy (11 de abril).
- 1929: Nasce Jacqueline Bouvier, esposa de John, em Southampton (28 de julho).
- 1932: Nasce Edward Moore Kennedy, irmão mais novo de John, em Boston, Massachusetts (22 de fevereiro).
- 1943: Forças japonesas atacam o navio PT-109 com John a bordo (2 de agosto).
- 1944: Joseph Patrick Kennedy Jr., irmão de John, é morto em combate durante a Segunda Guerra Mundial (12 de agosto). John recebe a Medalha da Marinha e Corpo de Fuzileiros Navais (Navy and Marine Corps Medal) (12 de junho).
- 1946: John é eleito pelo Partido Democrata como deputado federal pelo estado de Massachusetts (5 de novembro).
- 1948: Morre Kathleen Kennedy Cavendish, irmã de John, de acidente aérea na França (13 de maio).
- 1952: John é eleito senador por Massachusetts (4 de novembro).
- 1953: John e Jacqueline anunciam noivado (24 de junho). John casa-se com Jacqueline Bouvier em Newport, Rhode Island (12 de setembro).
- 1956: Lançado o livro Profiles in Courage, escrito por John (1 de janeiro).
- 1957: O livro Profiles in Courage, escrito por John, ganha o Prêmio Pulitzer por biografia (6 de maio). Nasce Caroline Bouvier Kennedy, filha de John e Jacqueline Bouvier, em Nova Iorque (27 de novembro).
- 1958: John é reeleito senador por Massachusetts (5 de novembro).
- 1960: John anuncia a sua candidatura à presidência dos Estados Unidos no Senado (2 de janeiro). O primeiro debate da eleição presidencial é realizada entre o senador John e o vice-presidente, Richard Nixon, em Chicago (26 de setembro). John é eleito presidente dos Estados Unidos (8 de novembro). Nasce John Fitzgerald Kennedy Jr., filho de John e Jacqueline Bouvier (25 de novembro).
- 1961: John torna-se o 35° Presidente dos Estados Unidos (20 de janeiro). O Corpo da Paz é estabelecido pelo presidente John (1 de março).
- 1963: Nasce Patrick Bouvier Kennedy, filho de John e Jacqueline Bouvier (7 de agosto). Morre Patrick Bouvier Kennedy, filho de John e Jacqueline Bouvier (9 de agosto). Presidente John é assassinado por Lee Harvey Oswald em Dallas, Texas (22 de novembro); é enterrado em Arlington (23 de novembro).
- 1968: Robert F. Kennedy, irmão de John, é atingido por tiros no Hotel Ambassador em Los Angeles, na Califórnia (5 de junho); e morre na manhã (6 de junho).
- 1969: Morre Joseph Patrick Kennedy, pai de John, em Hyannis Port, Massachusetts (18 de novembro).
- 1994: Morre Jacqueline Bouvier, esposa de John, de câncer, em Nova Iorque (19 de maio).
- 1995: Morre Rose Elizabeth Fitzgerald Kennedy, mãe de John, em Hyannis Port, Massachusetts (22 de janeiro).
- 2005: Morre Rosemary Kennedy, irmã de John, em Fort Atkinson, Wisconsin (7 de janeiro).
- 2009: Morre Edward Moore Kennedy, irmão mais novo de John, em Hyannis Port, Massachusetts (25 de agosto).